# Legendrepolynom

De första fem legendrepolynomerna

Legendrepolynom är inom matematik en speciell sorts  polynom. De har även kallats klotfunktioner. Det l:te Legendrepolynomet Pl kan fås genom Taylorutvecklingen:
{\displaystyle {\frac {1}{\sqrt {1-2xy+y^{2}}}}=\sum _{l=0}^{\infty }P_{l}(x)y^{l},~~(|x|\leq 1,y<1).}
Vänsterledet expanderas med koefficienter i form av Legendrepolynom, varav några termer i högerledet kan användas som dess approximation. Eftersom y < 1 används inom fysiken endast de första tre termerna: dessa motsvarar monopol (laddning), dipol och kvadrupol.
Polynomen kan även fås som lösningar till Legendres differentialekvation:
{\displaystyle {\frac {d}{dx}}\left((1-x^{2}){\frac {d}{dx}}P_{n}(x)\right)+n(n+1)P_{n}(x)=0}
Polynomen kan också genereras med de rekursiva relationerna
{\displaystyle P_{0}(x)=1}
{\displaystyle P_{1}(x)=x}
{\displaystyle (n+1)P_{n+1}(x)=(2n+1)xP_{n}(x)-nP_{n-1}(x)}
En annan härledning kan fås genom att applicera Gram-Schmidts ortogonaliseringsprocess på polynomen 1, x, x2, ... med avseende på den inre produkten i L2 över intervallet -1 < x < 1. Legendrepolynomen är alltså ortogonala med avseende på den inre produkten i L2(-1,1):
{\displaystyle \int _{-1}^{1}P_{m}(x)P_{n}(x)dx={\frac {2}{2n+1}}\delta _{mn}}
Legendrepolynomen används bl.a. inom elektrostatik som bas för multipolutveckling av potentialen.

## Explicit uttryck
{\displaystyle P_{n}(x)={\frac {1}{2^{n}}}\sum _{k=0}^{n}{n \choose k}^{2}(x-1)^{n-k}(x+1)^{k}=\sum _{k=0}^{n}{n \choose k}{-n-1 \choose k}\left({\frac {1-x}{2}}\right)^{k}=2^{n}\cdot \sum _{k=0}^{n}x^{k}{n \choose k}{{\frac {n+k-1}{2}} \choose n}}

## Rodrigues formel
{\displaystyle P_{n}(x)={\frac {1}{2^{n}\,n!}}\cdot {\mathrm {d} ^{n} \over \mathrm {d} x^{n}}\left[(x^{2}-1)^{n}\right]}

## Integralrepresentation
För alla {\displaystyle x\in \mathbb {C} \setminus \{+1,-1\}} gäller
{\displaystyle P_{n}(x)={\frac {1}{\pi }}\int _{0}^{\pi }\left[x+{\sqrt {x^{2}-1}}\cos \varphi \right]^{n}\,\mathrm {d} \varphi .}